# لندن شرقی، کیپ شرقی
لندن شرقی (به لاتین: East London) یک شهر در آفریقای جنوبی است که در استان کیپ شرقی واقع شده‌است. لندن شرقی ۱۵۶٫۷۰ کیلومتر مربع مساحت و ۲۶۷٬۰۰۷ نفر جمعیت دارد.

## خواهرخوانده
شهر کیلانگ خواهرخواندهٔ لندن شرقی هست.

## نگارخانه

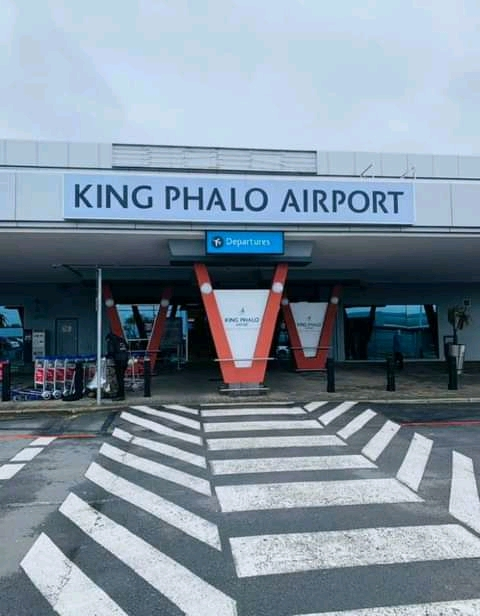
فرودگاه
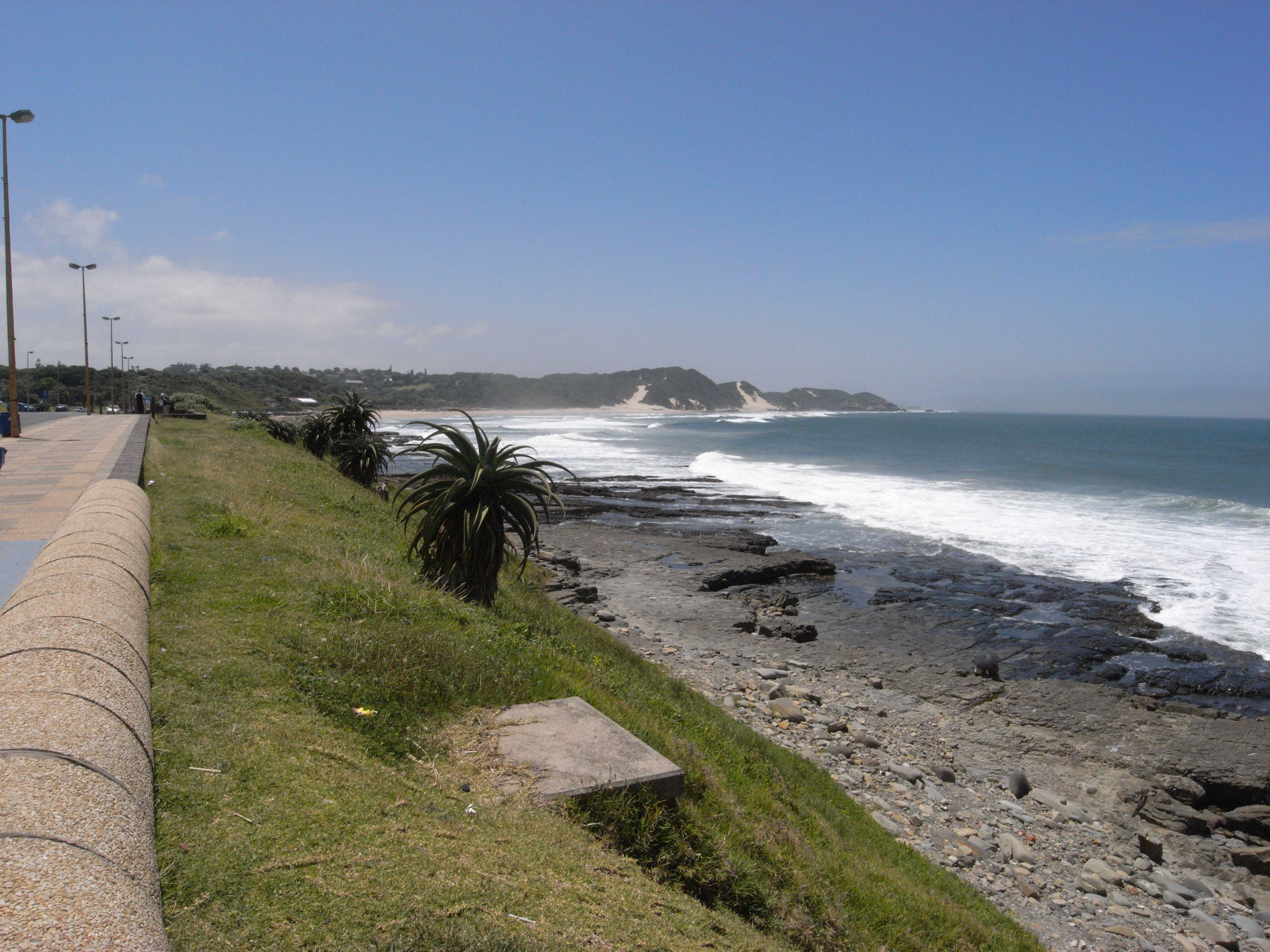
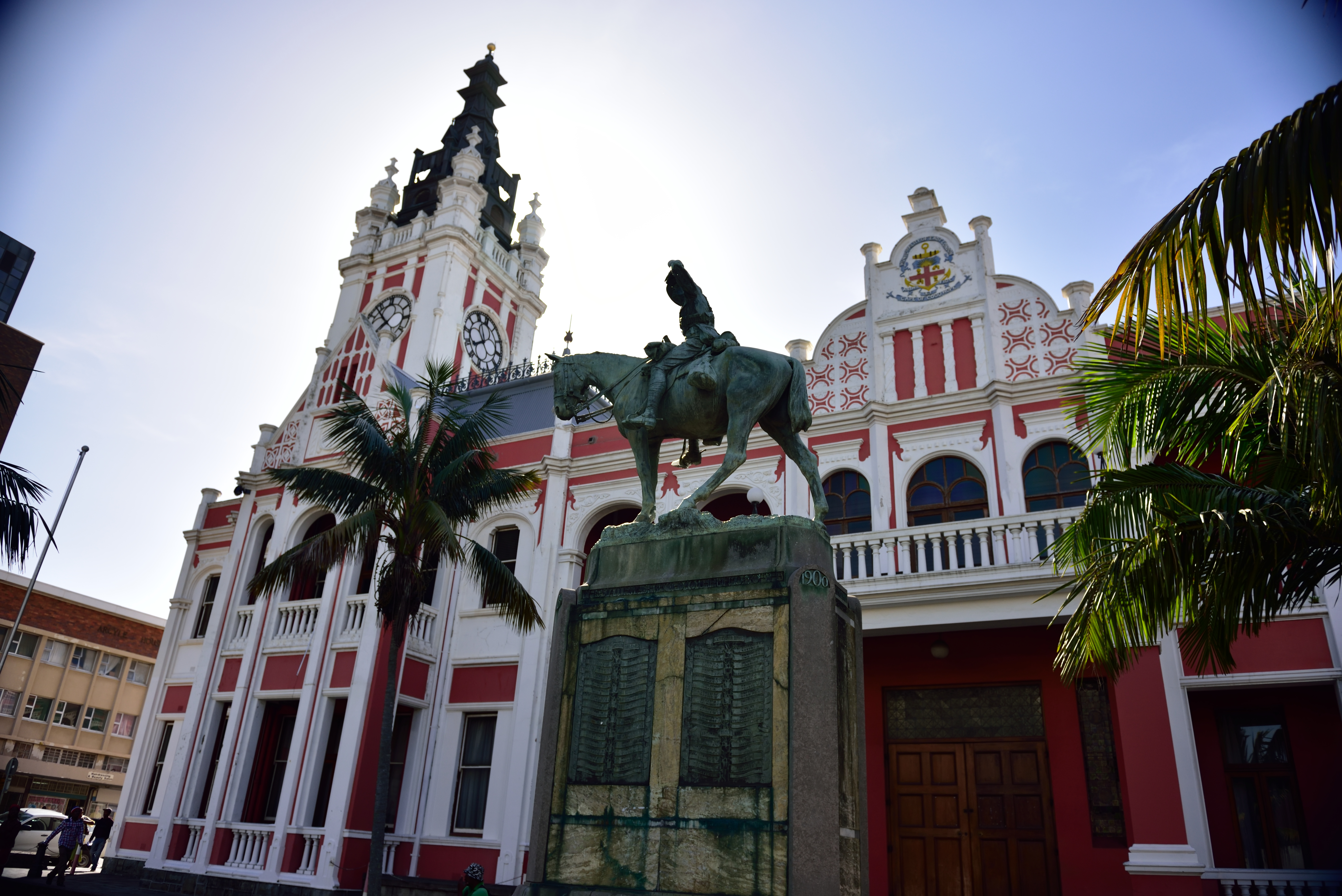
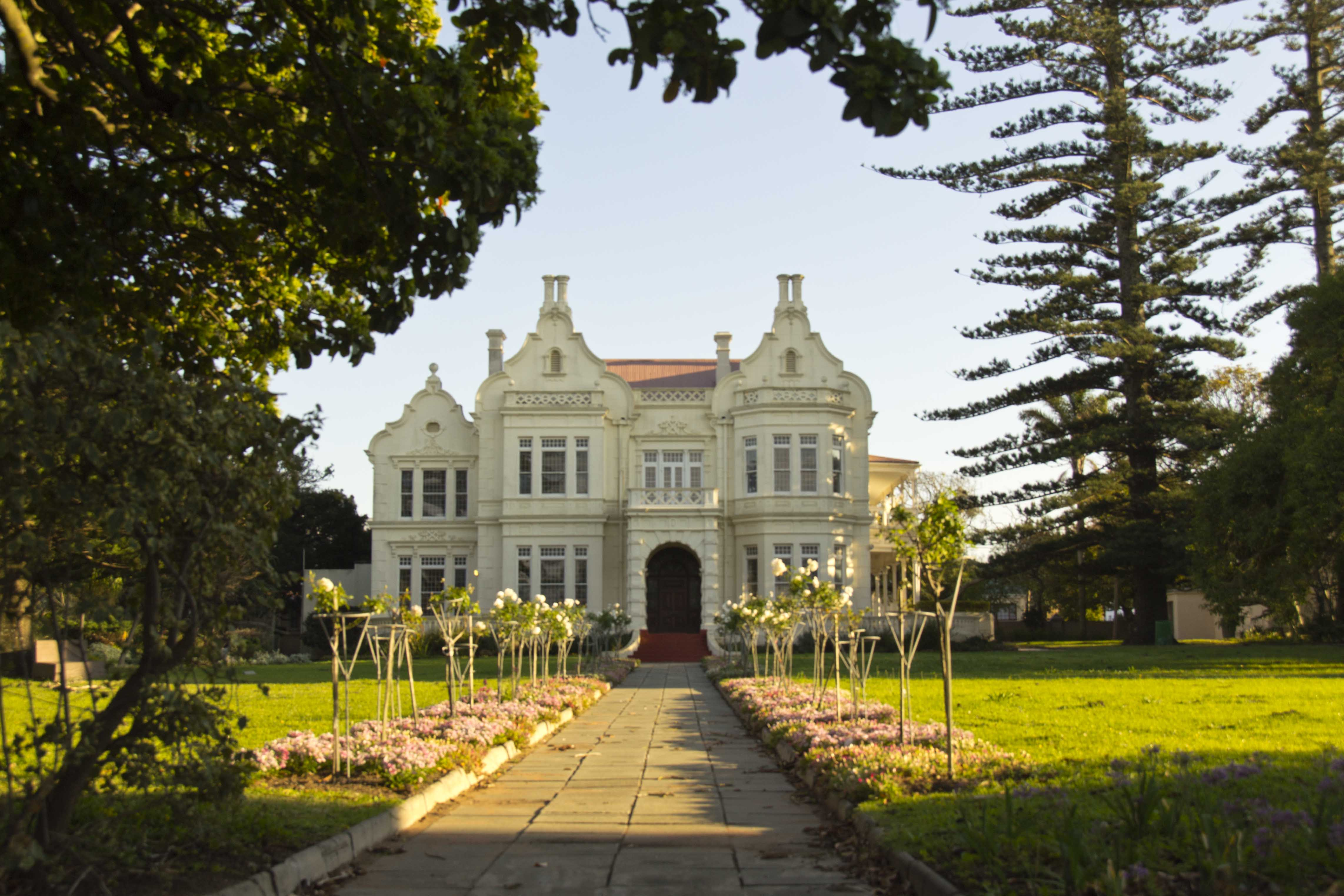
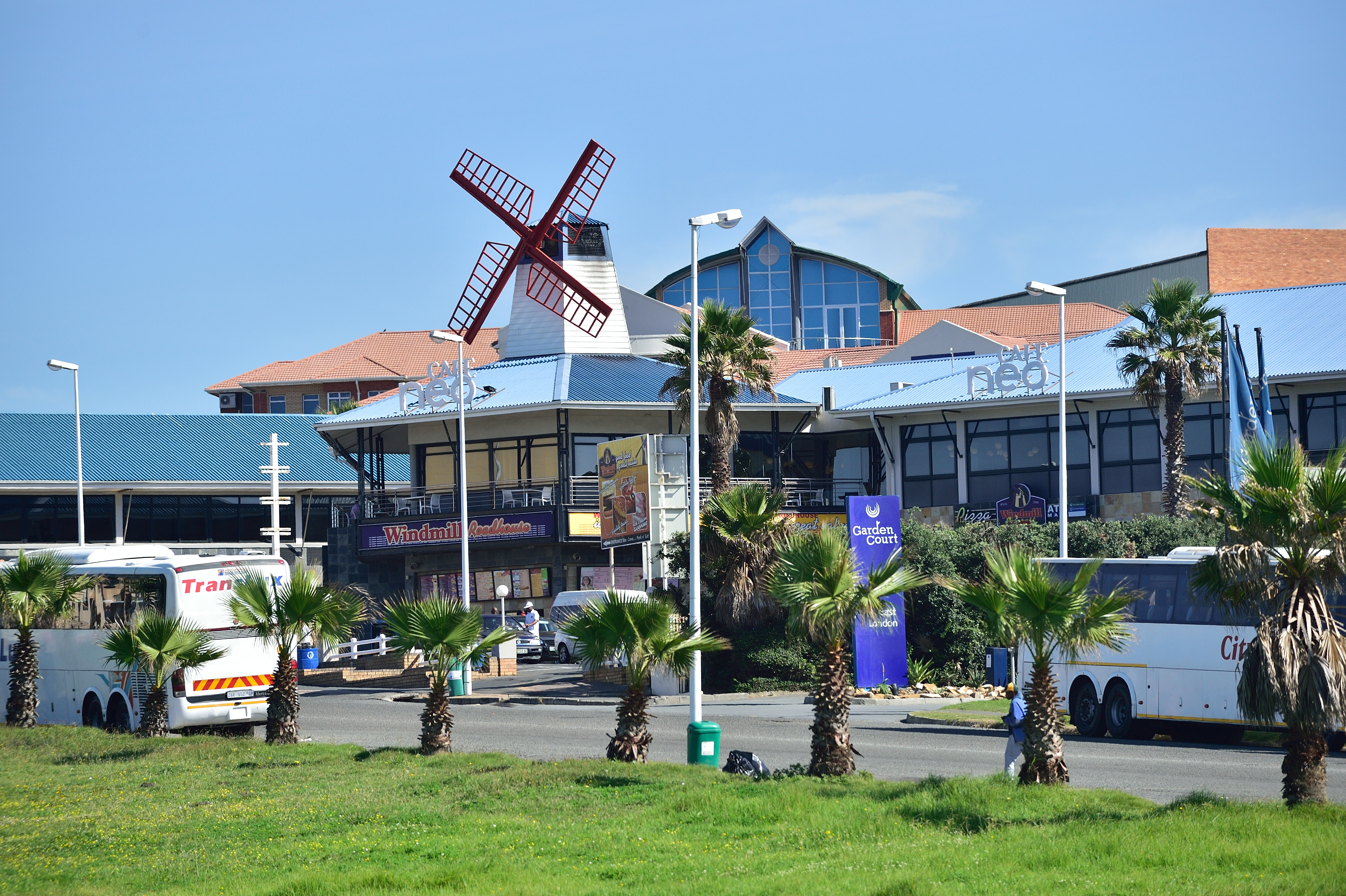
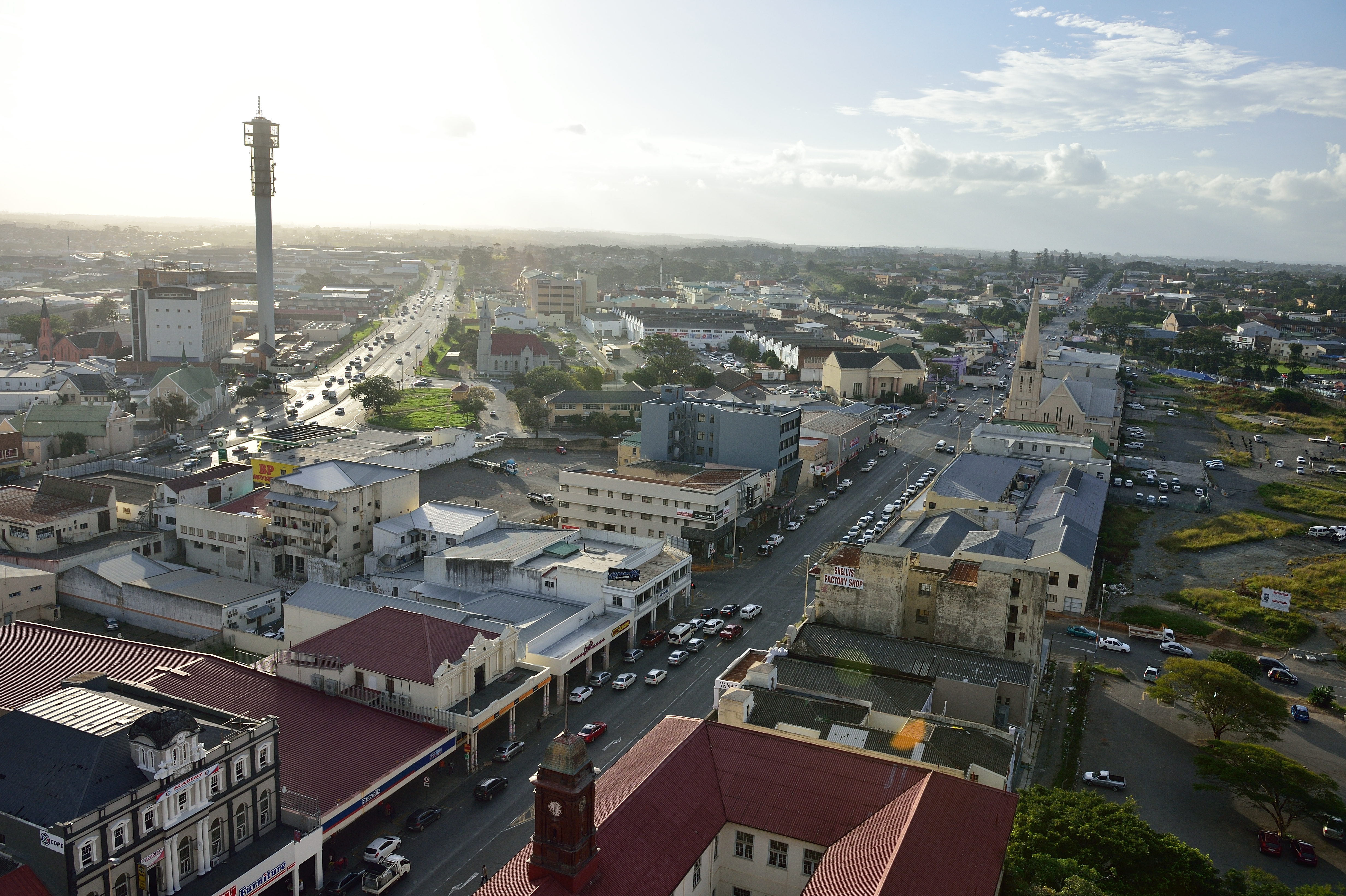
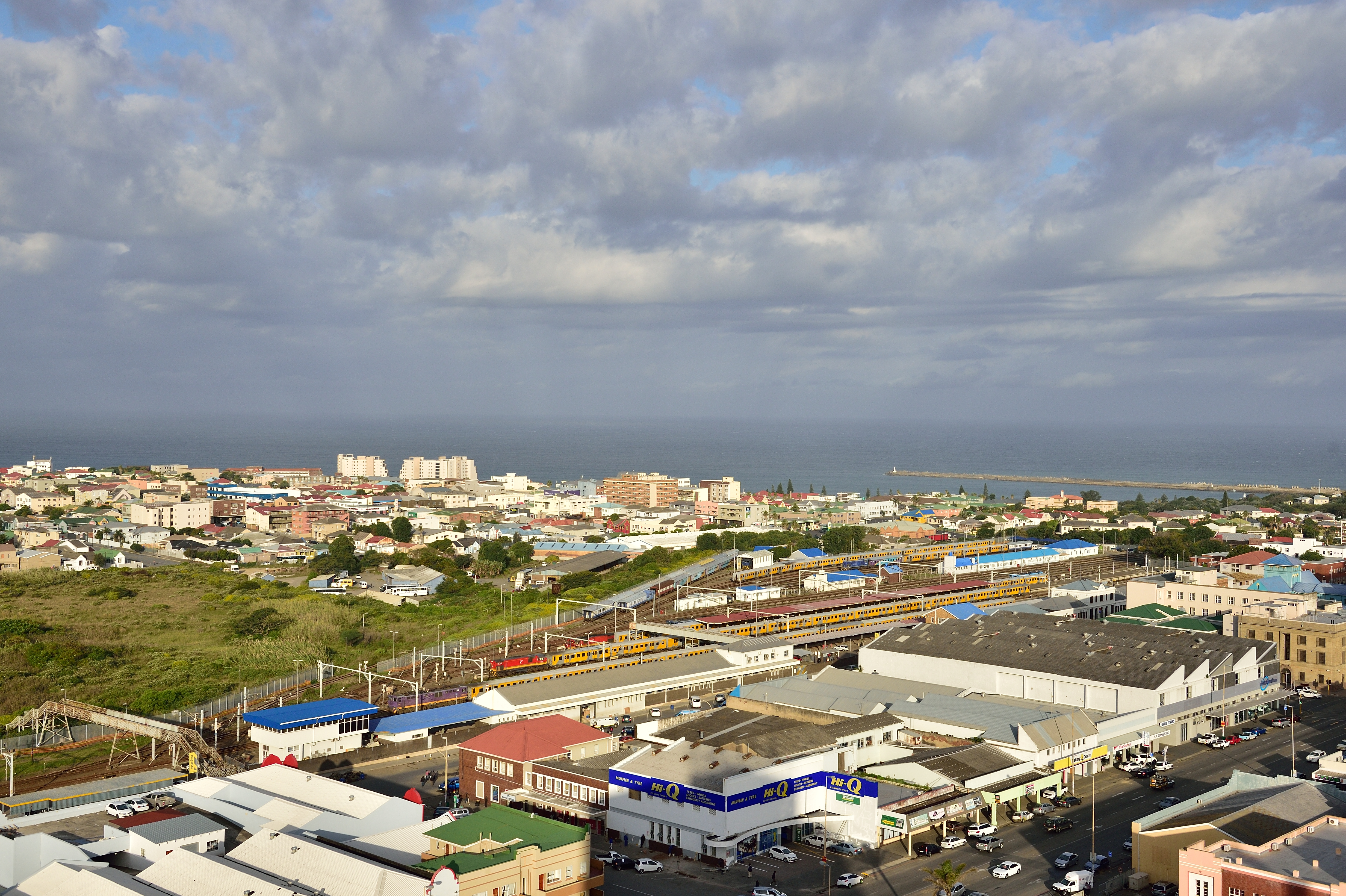
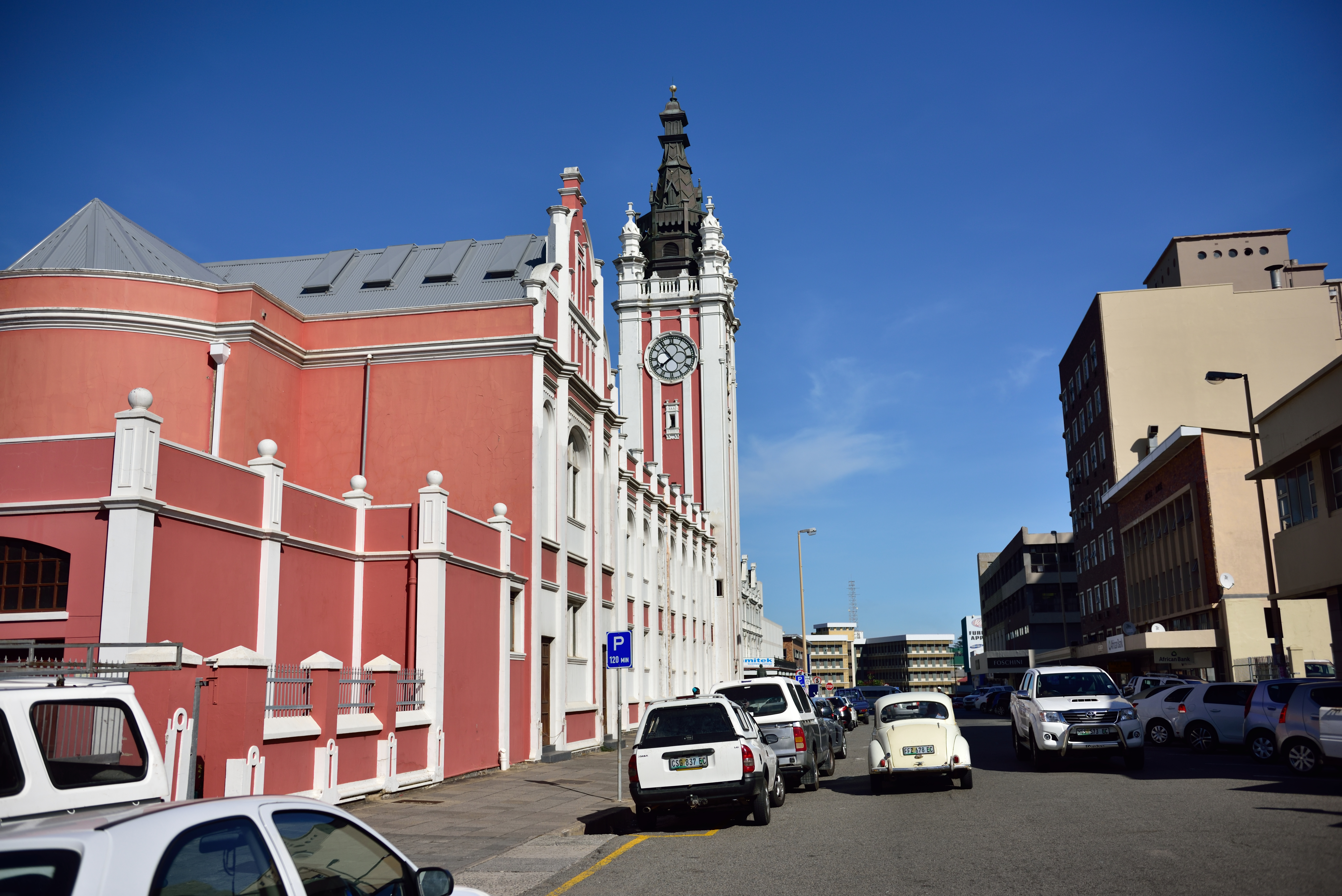